# Japalura variegata
Espèce
Synonymes
- Biancia niger Gray, 1853
- Japalura microlepis Jerdon, 1870
- Japalura bengalensis Annandale, 1912

Statut de conservation UICN

 LC  : Préoccupation mineure
Japalura variegata est une espèce de sauriens de la famille des Agamidae.

## Répartition
Cette espèce se rencontre au Sikkim et au Bengale-Occidental en Inde, au Bhoutan et au Népal.

## Publication originale
- Gray, 1853 : Descriptions of some undescribed species of reptiles collected by Dr. Joseph Hooker in the Khassia Mountains, East Bengal, and Sikkim Himalaya. Annals and Magazine of Natural History, sér. 2, vol. 12, p. 386-392 (texte intégral)